# Cymothoe mirifica
Cymothoe mirifica är en fjärilsart som beskrevs av Carpenter och Jackson 1950. Cymothoe mirifica ingår i släktet Cymothoe och familjen praktfjärilar. Inga underarter finns listade i Catalogue of Life.